# Ampthill Town F.C.
Ampthill Town F.C. là một câu lạc bộ bóng đá Anh tọa lạc ở Ampthill, Bedfordshire. CLB là thành viên của Premier Division thuộc Spartan South Midlands League và chơi trên sân nhà Ampthill Park.
CLB là hội viên của Bedfordshire County Football Association.

## Lịch sử

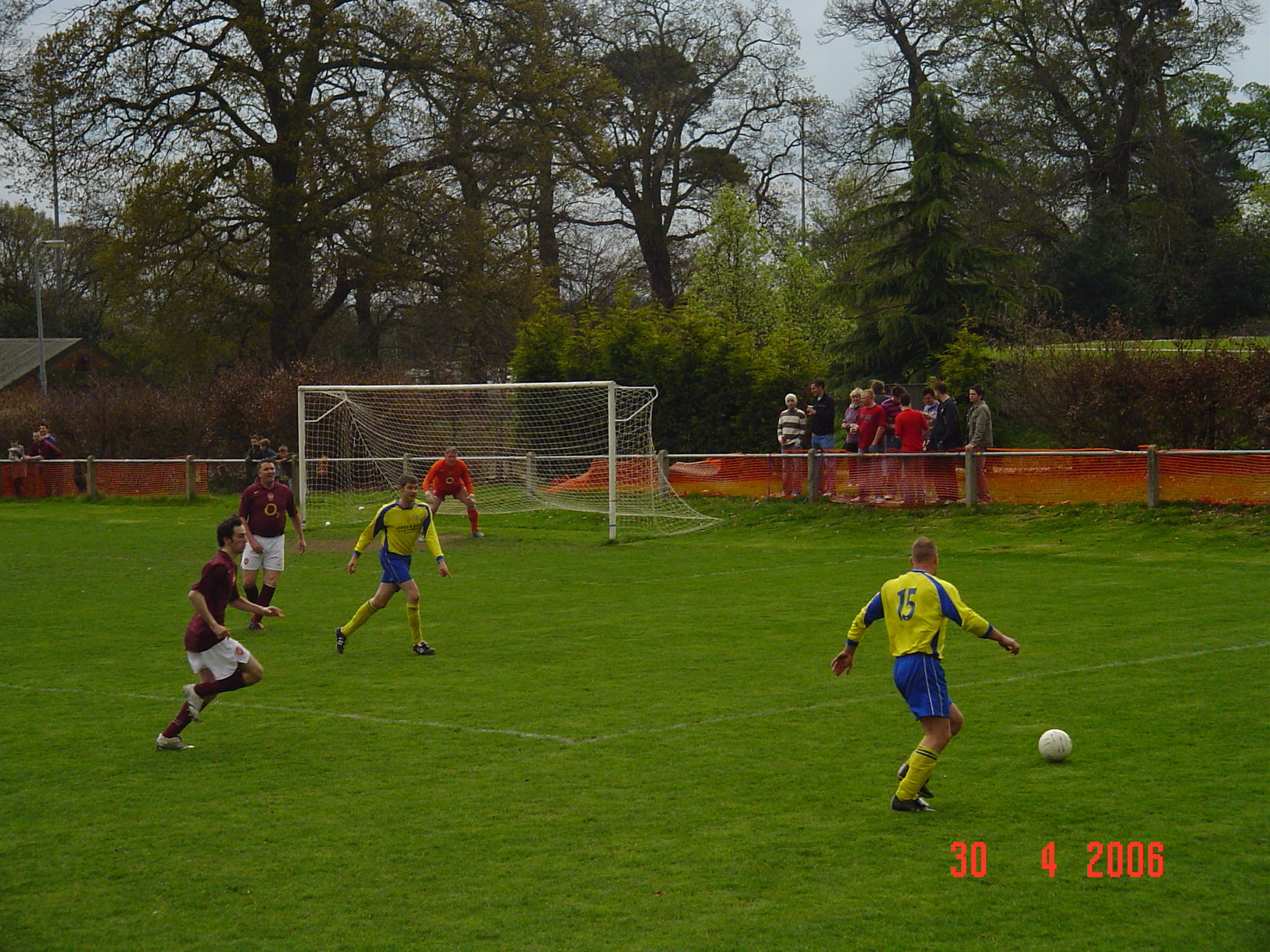
Ampthill (vàng) vs Arsenal (đỏ)

CLB được thành lập năm 1881. Họ gia nhập United Counties League năm 1965. Mùa giải 1986–87 đội bóng xếp cuối bảng xếp hạng và xuống hạng Division One. Năm 1991 họ chuyển đến Division One của South Midlands League. Sau cuộc tái tổ chức giải đấu với sự hợp nhất với Spartan League tạo thành Spartan South Midlands League họ được xếp vào Senior Division ở mùa giải 1997–98. Tuy nhiên, sau khi xếp cuối bảng ở mùa đó, họ bị xuống hạng Division One. Ngay sau đó đội bóng đã trở lại Senior Division khi đứng thứ 2 chung cuộc ở Division One ngay ở mùa giải sau đó. Mùa giải 2000–01, Senior Division đổi tên thành Division One. Mùa giải 2011-12 họ về đích ở vị trí thứ 2 và thăng hạng Premier Division.
HLV Ampthill Town Craig Bicknell từ chức HLV cuối mùa giải 2013-14, chuyển qua đội bóng của Southern League Division One Central là Leighton Town.
Bicknell được thay thế bởi Derwayne Stupple, người vừa chuyển đến vào mùa hè năm 2014.

## Các danh hiệu
- Spartan South Midlands League Premier Division
  - Á quân 1999–2000
  - Á quân 2013-2014
  - Vô địch Premier Cup 2013-2014
- Spartan South Midlands League Division One
  - Á quân 1998–99
  - Á quân 2011-12
- South Midlands League
  - Vô địch 1959–60
  - Á quân 1960–61
- Bedfordshire County FA Intermediate Challenge Cup
  - Vô địch 1998-99

## Các kỉ lục
- FA Cup
  - Vòng loại thứ 1 1981–82, 1983–84, 1984–85, 1986–87
- FA Vase
  - Vòng 4 2011–12
  - Vòng 5 2012-13
  - Tứ kết 2013-14